# Cratere Cori (Luna)
Cori è un cratere lunare di 67,22 km situato nella parte sud-orientale della faccia nascosta della Luna, a meno di un diametro di distanza, verso nord, dal cratere Baldet. Verso nord-est si trova il cratere Grissom.
Cori ha una forma circolare ed un bordo moderatamente eroso. Le pendici interne presentano un terrazzamento nella porzione occidentale, dove dei detriti sono franati dalla cresta. Vi è una modesta interruzione nel bordo settentrionale e un piccolo cratere si trova sulle pendici interne del margine orientale. Il pianoro interno è marcato da qualche piccolo impatto, ma non presenta creste o altre irregolarità degne di nota.
Il cratere è dedicato alla biochimica statunitense Gerty Theresa Cori.

## Crateri correlati
Alcuni crateri minori situati in prossimità di Cori sono convenzionalmente identificati, sulle mappe lunari, attraverso una lettera associata al nome.
| Cori | Coordinate             | Diametro (in km) |
| ---- | ---------------------- | ---------------- |
| G    | 50°58′48″S 147°52′12″W | 20,54            |